# V-бомбардировщики

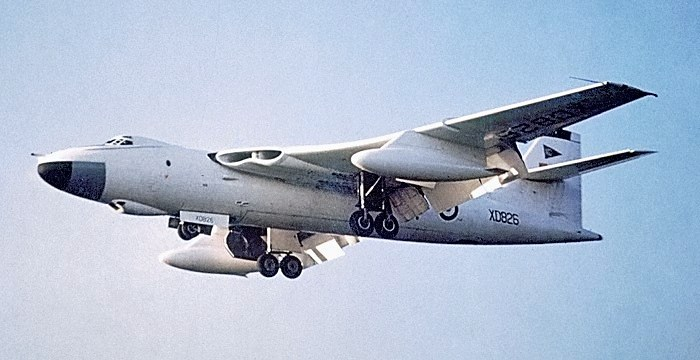
Vickers Valiant

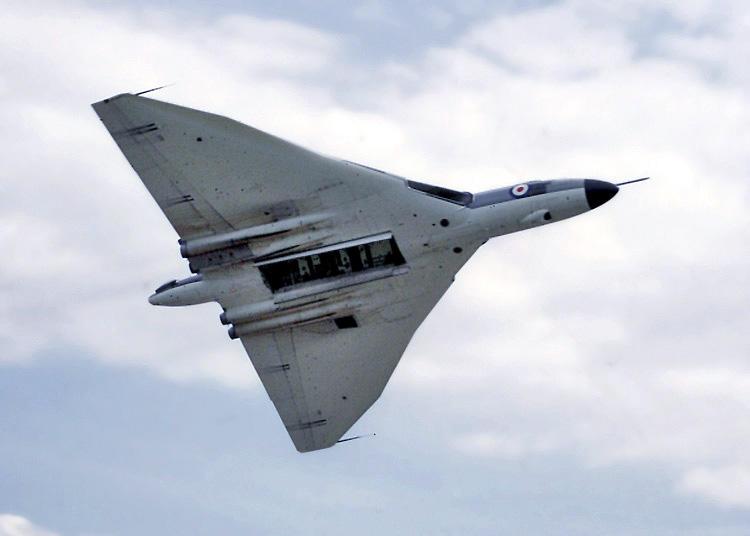
Avro Vulcan

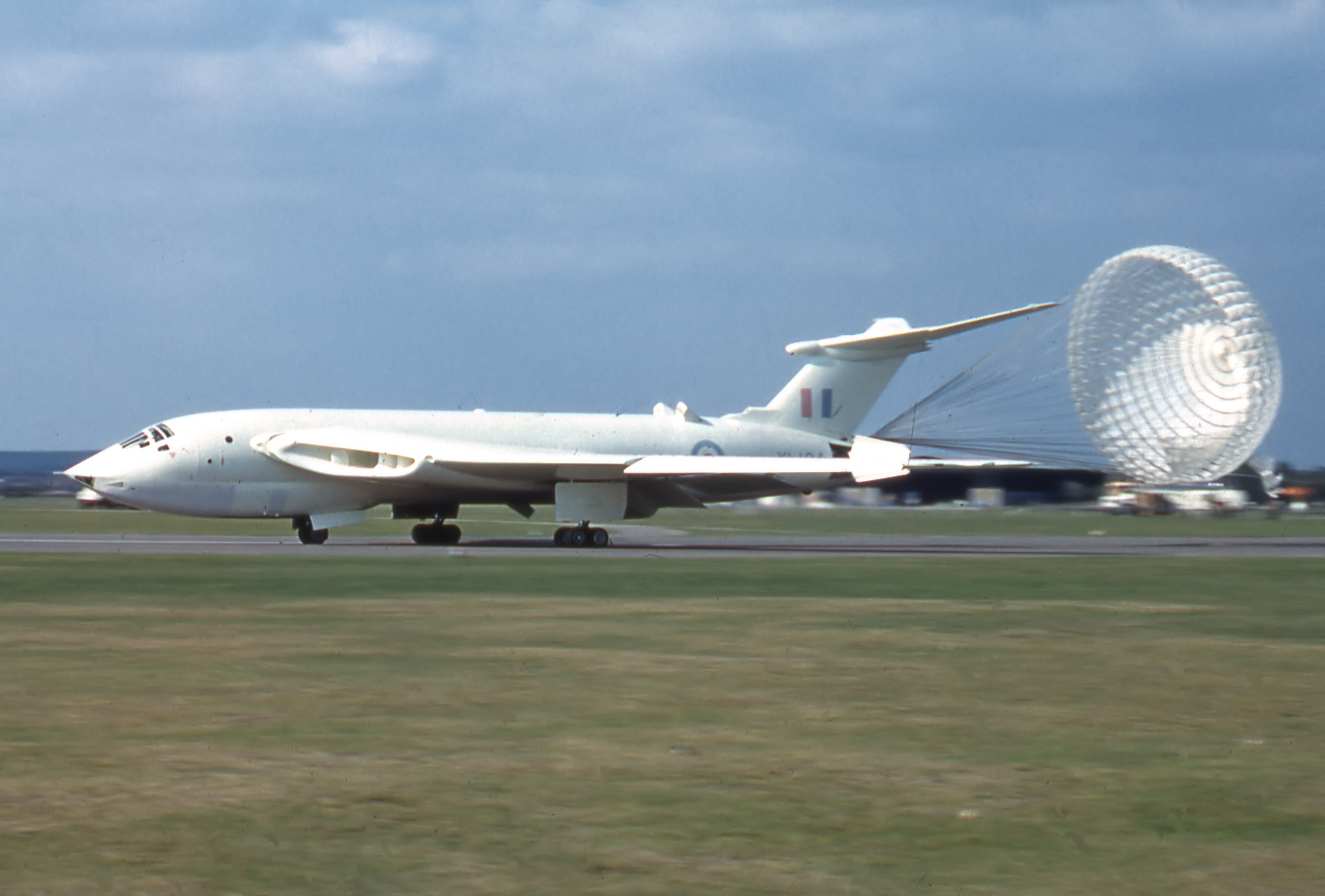
Handley Page Victor

V-бомбардировщики — серия самолётов, состоявших на вооружении военно-воздушных сил Великобритании (RAF) и использовавшихся в качестве стратегических бомбардировщиков, способных нести ядерное вооружение. В серию входили бомбардировщики, названия которых начинались с буквы V: Vickers Valiant (с 1955 года), Avro Vulcan (с 1956 года) и Handley Page Victor (с 1958 года). V-бомбардировщики были объединены в Главное командование бомбардировочной авиации (англ. Bomber Command Main Force), пик развития которого пришелся на 1964 год, когда на его вооружении находилось 50 самолётов Valiant, 70 Vulcan и 39 Victor.
Первоначально бомбардировщики разрабатывались для дальних операций на большой высоте и должны были нести ракеты GAM-87 Skybolt, разрабатывавшиеся в США и принадлежавшие к классу баллистических ракет, воздушного базирования. Когда стало ясно, что основной предполагаемый противник — Советский Союз — научился успешно сбивать самолёты на больших высотах, стратегия использования V-бомбардировщиков изменилась. Их боевое применение стало планироваться на малых высотах. При этом выяснилось, что у «Вэлианта» при полётах на малой высоте быстро накапливается усталость металла, что приводит к разрушению крыльев, в результате уже в 1965 году этот бомбардировщик был снят с вооружения. В 1968 году и «Виктор» был исключён из программы ядерного сдерживания, затем на многих этих самолётах были найдены усталостные трещины.
В 1969 году, когда задачу по ядерному сдерживанию стали выполнять ракеты «Поларис», запускаемые с подводных лодок ВМС Великобритании, флот V-бомбардировщиков (всего построено 329 машин) оказался лишним.